# De toespraak (hoorspel)
De toespraak is een hoorspel van Wim Burkunk. De NCRV zond het uit op maandag 22 september 1975, van 23:14 uur tot 23:55 uur. De regisseur was Ab van Eyk.

## Rolbezetting
- Jan Wegter (Bart)
- Trudy Libosan (Lisa)
- Hans Karsenbarg, Hans Veerman & Willy Ruys (stemmen)
- Jan Borkus (eerste spreker, volksmenner)
- Piet Ekel (tweede spreker, militair)
- Wim Burkunk (derde spreker, academicus)

## Inhoud
De auteur heeft voor zijn hoorspel een man gekozen die een toespraak moet houden. Hij verheugt er zich geweldig op en doet niet anders dan invallen noteren op een kladblokje. Hij zal niet vervallen in herhalingen en clichétaal. Bovendien is hij vast van plan van de gelegenheid gebruik te maken nu eens alles te zeggen wat hij al lang had willen zeggen. “Denk maar niet dat ik iets of iemand zal ontzien nu ik de kans krijg. Het wordt tijd dat er eindelijk eens iemand komt die man en paard durft te noemen, die durft te zeggen wat er op staat.” Hij praat eindeloos met zijn vrouw Lisa over het houden van een toespraak, wat je nu wel moet doen en wat je beslist niet moet doen. “Je moet een begin vinden dat ze dwingt meteen naar je te luisteren, iets persoonlijks, iets van jezelf…”